# Ellen Oléria
Ellen Gomes de Oléria, được gọi là Ellen Oléria (sinh ngày 12 tháng 11 năm 1982) là một ca sĩ, nhạc sĩ, nhạc sĩ, và nữ diễn viên người Brazil.

## Cuộc đời và sự nghiệp

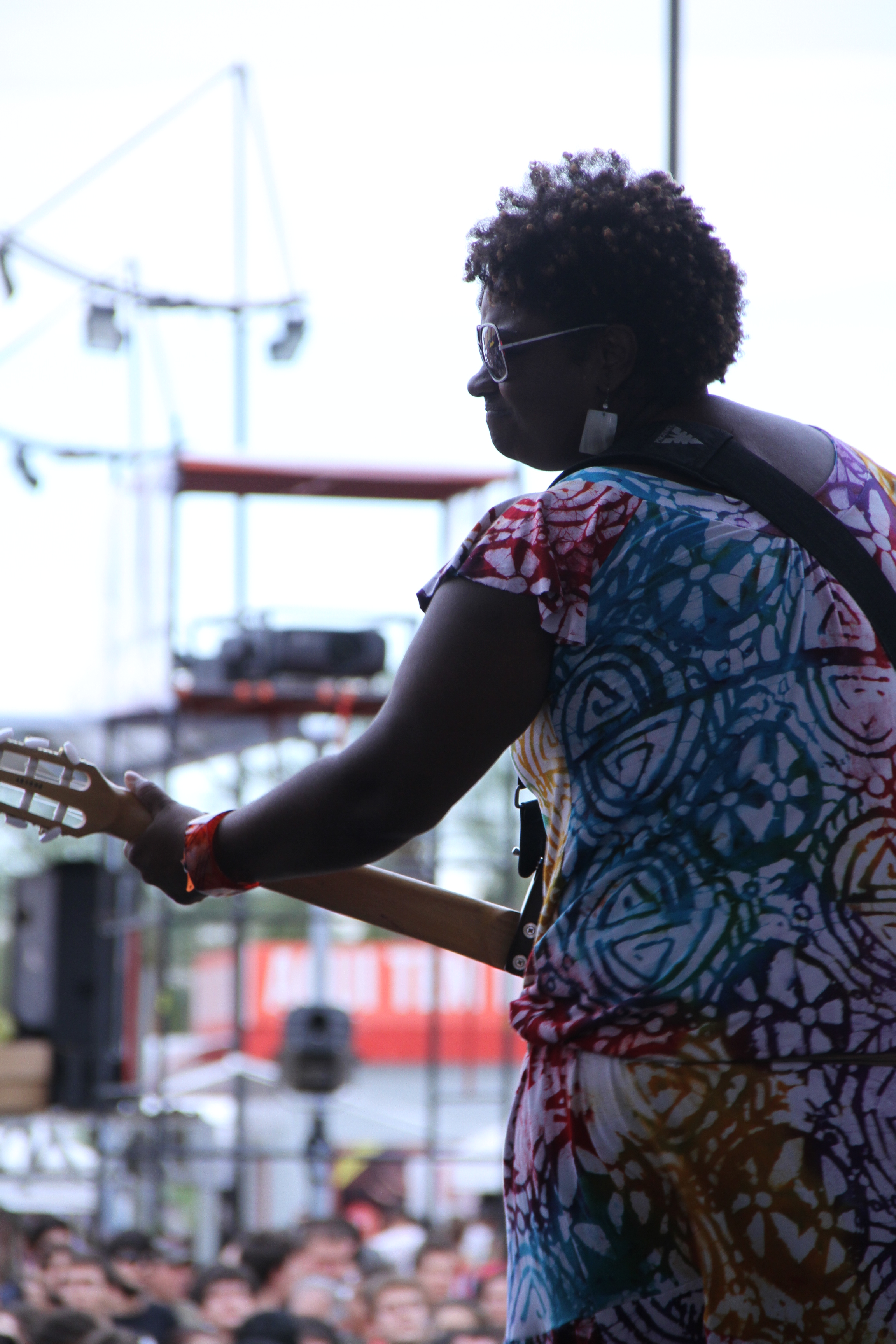
Ellen tại Liên hoan Liên hoan, 2011.

Ellen sinh ra ở Brasília, Liên bang Distrito và lớn lên ở Chaparral, một vùng của Taguatinga. Ban đầu quan tâm nhiều hơn đến nhạc cụ, cô bắt đầu hát trong dàn hợp xướng nhà thờ, do ảnh hưởng của cha mẹ mình. Cô bắt đầu sự nghiệp âm nhạc của mình ở tuổi 16. Là một nữ diễn viên, cô tốt nghiệp Nghệ thuật biểu diễn tại Đại học Brasília, năm 2007.
Ellen đã hòa trộn bossa nova, funk, hip hop, Música phổ biến brasileira, samba, soul và thơ trong các bài viết và bài hát của riêng mình. Cô mở đầu và tham gia các chương trình của Lenine, Paulinho Moska, Chico César, Ney Matogrosso, Margareth Menezes, Milton Nascimento và Sandra de Sá (người mà cô đã chia sẻ sân khấu trong lễ kỷ niệm 50 năm Brasília).
Cô đã tham gia vào DVD kỷ niệm 25 sự nghiệp của GOG, "Cartão Postal Bomba!" Và album "Aviso às Gerações" trong bài hát " Carta à Mãe África ". Cô cũng tham gia vào CD " Tomo Um do Oráculo Universal das Constantes Inconstâncias Pessoais do Pessoal " từ Radio Casual.
Vào ngày 12 tháng 8 năm 2013, cô kết hôn với Poliana Martins, ở Brasília.

### Pret.utu
Từ năm 2005 Ellen Oléria thường trình bày với ban nhạc Pret.utu, với các thành viên sau: Pedro Martins (guitarist và guitar cổ điển), Paula Zimbres (guitar bass), Célio Maciel (tay trống), Pedro Martins (guitarist), Felipe Viegas (keyboardist) Léo Barbosa (bộ gõ).

### Banda Soatá
Ellen Oléria cũng tham gia vào Banda Soatá, một liên kết của rock e carimbo thay thế được thành lập năm 2007, với các thành viên từ Quận Liên bang và Pará từ ban nhạc Epadu. Ngoài Ellen, họ còn có Jonas Santos (nhà soạn nhạc e guitarist), Riti Santiago (tay trống), Dido Mariano (bassist) e Lieber Coleues (nhạc cụ gõ).